# Autódromo Interlomas
Autódromo Interlomas (auch bekannt unter Autódromo Interlomas-Temuco) ist eine permanente Motorsportrennstrecke in Chile. Sie befindet sich bei der Stadt Pillanlelbún rund 18 Kilometer nördlich von Temuco, der Hauptstadt der Region Araucanía im südlichen Chile. 
Das Autódromo Interlomas wurde 1996 eröffnet. Die längste Gerade misst 500 Meter. Die Strecke ist von der FIA und FIM für internationale Motorsportwettbewerbe in Chile zugelassen und Austragungsort unter anderen der TC 2000 de Chile,  Fórmula 3 Chilena,  Fórmula 3 Sudamericana, Campeonato de Automovilismo ChileSur und Campeonato Chileno de Superbike sowie von zahlreichen nationalen Wettbewerben.